# تراولر کلاس ایسلس
تراولر کلاس ایسلس (به انگلیسی: Isles-class trawler) یک کلاس از کشتی است که طول آن ۱۶۴ فوت (۵۰ متر) می‌باشد.